# カブラガイ
カブラガイ（蕪貝、学名:Rapa rapa）は、アッキガイ科(アクキガイ科)カブラガイ属に分類される巻貝の一種。広義にはカブラガイ属全般の種を指す。

## 名の由来
貝殻の形が蕪(かぶら)、つまりカブの形をしていることからその名がつけられた。

## 分類
21世紀以降の新分類
かつてはカブラガイ科やサンゴヤドリガイ科として独自の科を形成していたが、腹足類の系統分研究の結果、アッキガイ科の一亜科に属するというのが主流である。（⇒腹足類の分類 (ブシェ&ロクロワ2005年)  ）。
カブラガイ属に属する他の種(広義のカブラガイ)
- キイロカブラ Rapa incurva  (Dunker, 1853)
- タカカブラ Rapa bulbiformis  Sowerby, 1870

## サンゴヤドリガイ亜科の特徴
サンゴヤドリガイ亜科の名の通り、サンゴ等の宿主の体表や体内につき、その寄主から栄養をとって生活する寄生貝類の一種である。